# Alexandre Imperatori
Alexandre Imperatori, né le 19 avril 1987 à Châtel-Saint-Denis, est un pilote automobile suisse.

## Biographie

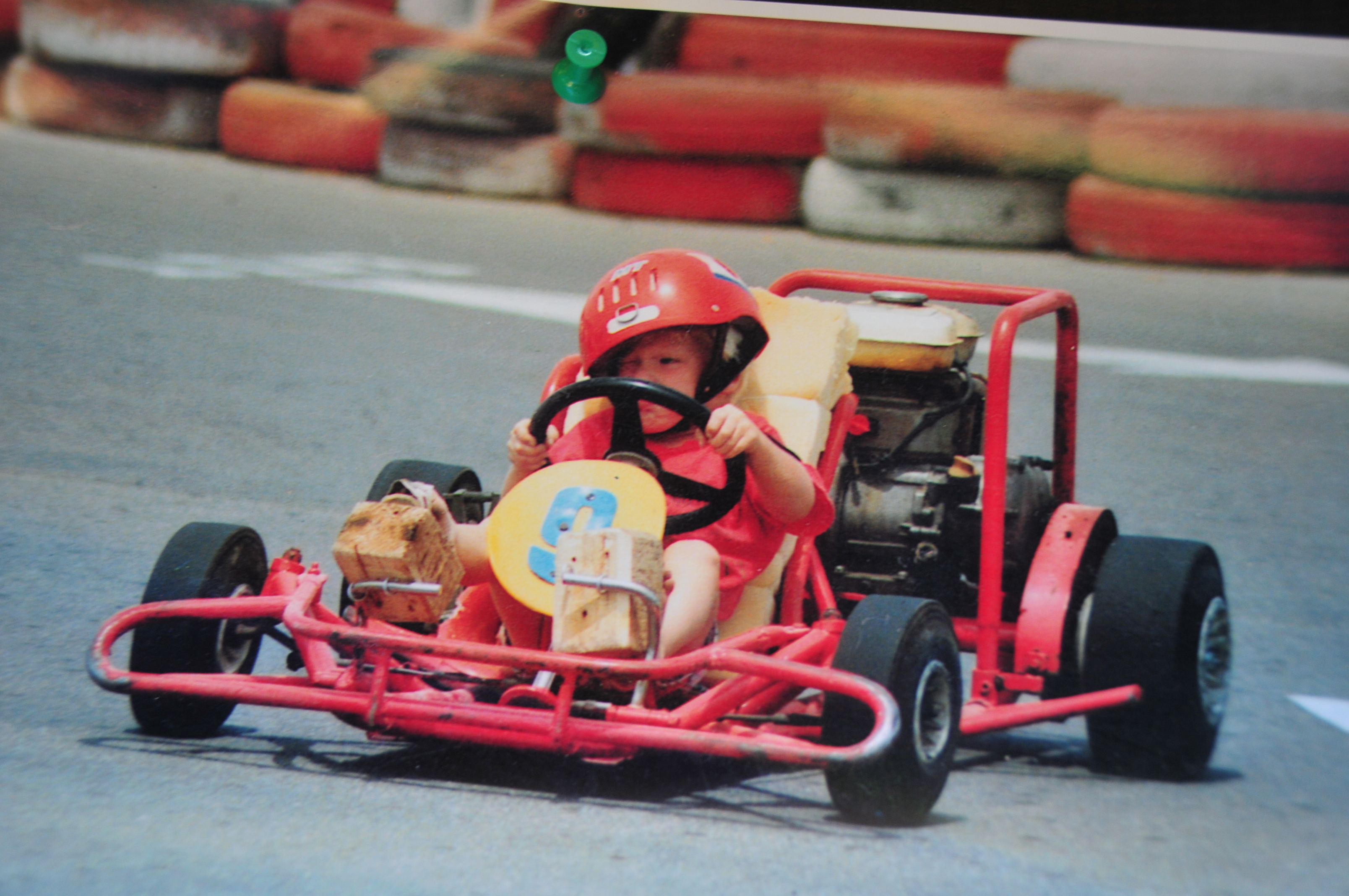
Alexandre Imperatori en karting à l'âge de 4 ans.

Après plusieurs années de karting, où il fut notamment champion junior de France en 2000, Alexandre Imperatori passe à la monoplace en Asie en 2006. Il est vice-champion de Formule Renault Asie 2.0 la même année ainsi que l'année suivante. Il rejoint ensuite le championnat A1 Grand Prix et termine second de l'A1 Grand Prix Saison 2008-2009. Également, de 2008 à 2010, il participe au Championnat du Japon de Formule 3 et l'année suivante, il dispute le Championnat de Formula Nippon 2011. Durant la même année, il concourt également en Super GT où il poursuit sa carrière en 2012, ainsi que pour le 2014 et 2015.
Par la suite, sa carrière s'oriente vers l'endurance. En 2011, il dispute les 6 Heures de Zhuhai. L'année suivante, il participe au championnat Porsche Carrera Cup Asie.
En 2013, il intègre le Championnat du monde d'endurance FIA et connait sa première participation aux 24 Heures du Mans avec l'équipe KCMG en LMP2. L'année suivante, il participe de nouveau au Championnat du monde d'endurance et participe aux 24 Heures du Mans, toujours avec l'équipe KCMG en LMP2. En 2015, il change d'équipe et intègre l'équipe suisse Rebellion Racing en LMP1, et dispute une troisième fois les 24 Heures du Mans.

## Palmarès
- Double vice-champion de Formule Renault Asie 2.0 en 2008

## Résultats

### Résultats en Super GT

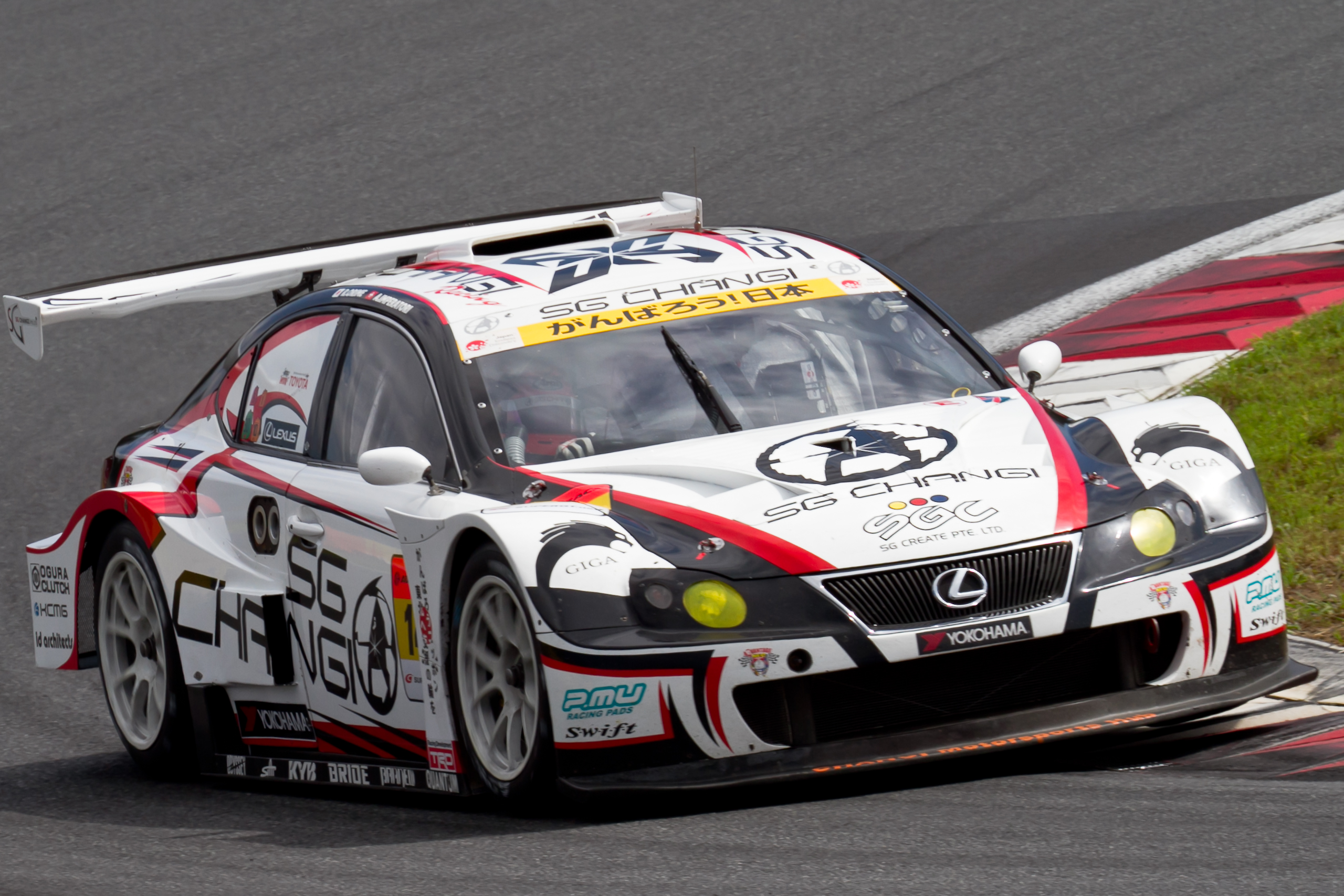
Alexandre Imperatori avec la Lexus IS350 GT300 à Fuji en 2011.

| Année | Équipe           | Voiture         | Classe | 1      | 2      | 3     | 4       | 5      | 6      | 7     | 8       | DC  | Pts |
| ----- | ---------------- | --------------- | ------ | ------ | ------ | ----- | ------- | ------ | ------ | ----- | ------- | --- | --- |
| 2011  | Team SG Changi   | Lexus IS350     | GT300  | OKA 15 | FUJ 16 | SEP   | SUG 1   | SUZ 8  | FUJ 2  | AUT 3 | MOT Ret | 6e  | 49  |
| 2012  | Team SGC         | Lexus IS350     | GT300  | OKA    | FUJ    | SEP   | SUG 13  | SUZ 13 | FUJ 12 | AUT   | MOT     | NC  | 0   |
| 2014  | i-mobile-AAS     | Porsche 911 GT3 | GT300  | OKA    | FUJ    | AUT   | SUG     | FUJ    | SUZ    | BUR 6 | MOT     | NC  | 0   |
| 2015  | Porsche Team KTR | Porsche 911 GT3 | GT300  | OKA 14 | FUJ 12 | BUR 8 | FUJ Ret | SUZ    | SUG    | AUT   | MOT     | 23e | 3   |

### Résultats aux 24 Heures du Mans
| Année | Équipe           | Coéquipiers                    | Voiture             | Classe | Tours | Pos. | Class Pos. |
| ----- | ---------------- | ------------------------------ | ------------------- | ------ | ----- | ---- | ---------- |
| 2013  | KCMG             | Matthew Howson Ho-Pin Tung     | Morgan LMP2-Nissan  | LMP2   | 241   | Abd  | Abd        |
| 2014  | KCMG             | Matthew Howson Richard Bradley | Oreca 03R-Nissan    | LMP2   | 87    | Abd  | Abd        |
| 2015  | Rebellion Racing | Dominik Kraihamer Daniel Abt   | Rebellion R-One-AER | LMP1   | 336   | 18e  | 9e         |